# Gustav Winckler
Gustav Frands Wilzeck Winckler (13 de outubro de 1925- 20 de janeiro de 1979)  foi um popular cantor, compositor e editor de musical  dinamarquês . Ele cresceu em Nørrebro (um dos distritos da cidade de Copenhaga) e começou a sua carreira profissional como decorador.  

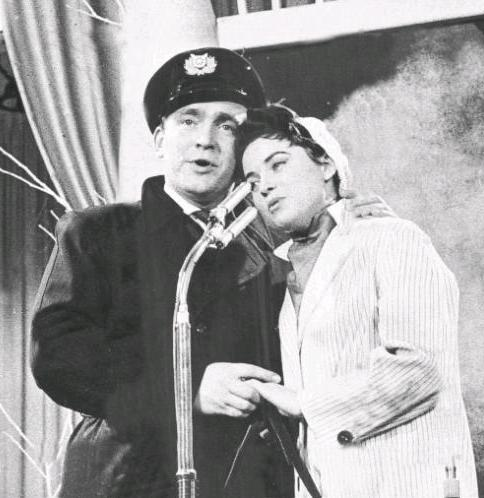
Birthe Wilke e Gustav Winckler no Festival Eurovisão da Canção 1957

Em 1948  ganhou uma competição de talentos no National Scala Theatre em Copenhaga, tendo vencido outra competições. Ele é muitas vezes comparado com  Bing Crosby. 
Durante a década de 1950 surgiu na Danmarks Radio e lançou o seu primeiro disco.  Durante essa década ele gravou e fez tournés pela Dinamarca , Alemanha  (através do nome Gunnar Winkler) e Inglaterra  (com o nome  Sam Payne).
Em 1957, venceu o  Dansk Melodi Grand Prix e representou a Dinamarca no  Festival Eurovisão da Canção  1957, onde ele cantou a canção "Skibet skal sejle i nat" ("O barco parte esta noite") num dueto com Birthe Wilke. Eles conseguiram o 3.º lugar e deram o maior beijo de língua na história do Festival Eurovisão da Canção que durou 13 segundos.
Ele participou em mais duas vezes no Dansk Melodi Grand Prix:  em  1964 com"Ugler i mosen", e em  1966 com "Salami".
Winckler faleceu em 1979 vítima de um acidente de automóvel.

### Literatura
- Laursen, Carsten Michael (1999). ''Top-Pop: Navne i dansk pop 1950-2000"' ("Top-Pop: Nomes do Pop em dinamarquês,  1950-2000"). L&R Fakta. ISBN 87-614-0086-6.

| Precedido por _____________ | Dinamarca no Festival Eurovisão da Canção 1957 (com Birthe Wilke) | Sucedido por Raquel Rastenni com Jeg rev et blad ud af min dagbog |